# Tierra Amarilla
Tierra Amarilla é uma comuna da província de Copiapó, localizada na Região de Atacama, Chile. Possui uma área de 11.190,6 km² e uma população de 12.888 habitantes (2002). 